# Bastian Schlierkamp
Bastian Schlierkamp (* 9. September 1983) ist ein ehemaliger deutscher Bundesliga-Handballspieler.

## Leben

### Sportliche Karriere
Schlierkamp begann seine Handballkarriere in der Jugend des DJK TuS Vorwärts Hösel unter der Leitung von Horst Bredemeier. Er spielte sowohl im linken Rückraum als auch auf der Mittelposition und ist 1,88 Meter groß. Seine Wurfhand ist rechts. 
Schlierkamp spielte bei folgenden Vereinen:
- 1995–2000: DJK TuS Vorwärts Hösel (Jugend)
- 2001–2003: SG Solingen (Jugend, 1.+ 2. Bundesliga Senioren)[1]
- 2003/04: TV Krefeld-Oppum
- 2004/05: VfL Eintracht Hagen
- 2005/06: HSE Hamm
- 2006/07: TuS Opladen
- 2007/08: Borussia Mönchengladbach
- 2008/09: Leichlinger TV[2][3]
- 2009/10: Bayer Uerdingen
- 2010/11: TB Wülfrath
- ab 2011: interaktiv.Handball[4]

### Beruf und Privatleben
Schlierkamp ist Geschäftsführer des Ratinger Unternehmens interaktiv, einer gemeinnützigen Gesellschaft, die in den Bereichen Schule, Sport und Soziales tätig ist.
Schlierkamp ist verheiratet und Vater von drei Kindern. Er lebt in Ratingen.